# Операция „Пирсос“
Операция „Пирсос“ (на гръцки: Επιχείρηση «Πυρσός», в превод Операция „Факла“) е финалното решително настъпление на Националната армия на Гърция от август 1949 година срещу фронта Вич – Грамос, укрепен от комунистическите сили на Демократичната армия на Гърция (ДАГ) по време на Гражданската война в Гърция. След успеха на предхождащата Операция „Пиравлос“, комунистическите части в Централна Гърция са разгромени и под котрол на ДАГ остават единствено планинските убежища Грамос и Вич (Вици) в Егейска Македония. Югославската подкрепа за комунистическите партизани спира през февруари 1949 година след разрива между Тито и Сталин. Националната армия започва атака срещу Грамос и основните части на ДАГ на Вич. На 25 август след масирана атака на Националната армия с авиация и артилерия, албанското правителство на Енвер Ходжа спира подкрепата за гръцките комунисти; то не ги разоръжава, но заплашва, че ще спред доставките на храна, ако те се завърнат в Гърция. Операцията завършва на 30 август. Гръцките комунисти формално капитулират в средата на октомври и така завършва Гражданската война.

## Предистория
Към края на Гръцката гражданска война Съветският съюз, който преди това подкрепя и снабдява гръцките комунистически бунтовници, прекъсва всички входящи доставки за бунтовниците в съответствие с процентното споразумение. Този ход отслабва гръцките комунистически бунтовници и след като Югославия оттегля подкрепата си за бунтовниците през юли 1949 година, единственото сигурно убежище за нахлувания срещу правителствените сили на Гърция остава Албания. Лесковик, близо до гръцко-албанската граница, се превръща за известен период в щаб на гръцките комунистически бунтовници, като в него има център за обучение и снабдяване, както и медицински съоръжения.
През този период както британското, така и френското правителство научават, че Гръцката армия се готви да нахлуе в Албания, единствената база на гръцките партизани, от която често те обстрелват с артилерийски и минохвъргачен огън националните сили.
В същото време гръцкото правителство се опитва с преговори да нормализира отношенията с Албания. От друга страна, в Албания нараства подкрепата за гръцките комунистически партизани. Радио Тирана съобщава на 3 януари 1948 година, че финансовата помощ за партизаните вече е над 630 000 леки. Албанското правителство също така им разрешава да създадат радиостанция. Контролираната от държавата албанска преса и радио служба редовно пускат комюникета и призиви от името на партизаните. Албания създава и концентрационен лагер за отвлечени гърци в Елбасан. При един инцидент на 20 август 1948 година въоръжената група на Маркос Вафиадис попада в засада от гръцките правителствени сили близо до албанската граница и се спасява само като преминава в Албания, оттегляйки се под прикриващия огън на албанските граничари.

## Фази

### „Пирсос“ I (2 – 8 август)
За първата фаза планът е да се извършат спорадични заблуждаващи атаки в района на Грамос, за да се отклони вниманието на Демократичната армия и да се заблудят комунистическите партизани, че основната атака на Националната армия ще се случи на Грамос и така те да съсредоточат силите си там. Разгръщането на армията за изпълнението на „Пирсос“ I започва в ранните часове на 2 август 1949 година. По време на тази операция, която продължава шест дни, Националната армия успява да заеме някои ключови точки в Грамос, които по-късно са използвани в „Пирсос“ III. На 8 август „Пирсос“ I изпълнява целта си. Йоргис Бланас, известен с псевдонима си Кисавос, който се бие на страната на Демократичната армия, пише следното за тази фаза на операцията:
| „ | Τό ἠθικό (τοῦ στρατοῦ) ἧταν πολύ ἀνώτερο ἀπ' ὅ,τι στόν Γράμμο στα 1948 ἤ τουλάχιστον ἡ ἐκπαίδευσή του καί ἡ πειθαρχία τῶν στρατιωτῶν του ἧταν τελειότερες. Οἱ φαντάροι του ἐνεργοῦσαν κάτω ἀπό τήν ἐπίδραση βίας ἀόρατης ἤ κάποιας νάρκωσης. Βάδιζαν ὄρθιοι, κρατώντας ὁρισμένα σημεῖα ἀναγνώρισης γιά τήν ἀεροπορία καί τό πυροβολικό τους καί ἂν πλαγιοβάλλονταν ἀπό μάς μέ πολυβόλα καί ὅλμους, δέ χαλνοῦσαν τή διάταξή τους ὣς τό σημεῖο ἐξόρμησης, δηλαδή 40 ἕως 80 μέτρα – ἀνάλογα μέ τό ἔδαφος – μπροστά ἀπ' τά πολυβολεῖα μας. Бойният дух (на армията) беше много по-висок отколкото на Грамос в 1948 година или поне обучението и дисциплината на войниците бяха по-съвършени. Войниците действаха под въздействието на невидима сила или някакъв наркотик. Те маршируваха изправени, носеха определин символи за да бъдат разпознавани от своята авиация и артилерия и дори да бяха обградени от нас с картечници и гаубици, те не нарушаваха строя си, докато не дойде време за атака, тоест 40 до 80 метра - в зависимост от терена - пред картечниците ни. | “ |

### „Пирсос“ II (10 – 15 август)
И Великобритания и Съединените щати възразяват срещу нахлуване в Албания. Гръцките правителствени сили единствено преследват комунистическите партизани, които се оттеглят към Албания. Гръцките части навлизат по няколко километра отвъд границата и се сблъскват спорадично с албанските гранични патрули. До 10 август I армейски корпус на Гръцката армия под командването на генерал-лейтенант Трасивулос Цакалотос успява да се насочи към силно укрепения планински сектор Вич с площ от 971 km2. Комунистическите партизани в един момент са подкрепени и от албански войски.
Целта на Националната армия е да превземе Вич и да неутрализира силите на Демократичната армия там. Атаката срещу Вич започва два дни след края на Пирсос I в района на Грамос и е предназначена да бъде ядрото на по-широката операция. Атаката е извършена от шест армейски дивизии, които имат отделно 17 бригади, 9 батальона лека пехота и са подкрепени от 110 артилерийски оръдия, редица танкове и бронирани машини, както и 87 самолета. Силите на Демократичната армия, защитаващи Вич, се състоят от две дивизии, две бригади, 45 планински оръдия, 15 зенитни оръдия и 27 противотанкови оръдия. Партизаните също така имат значителни укрепления, които са недостъпни за оръдията на Националната армия, в рамките на които им е наредено да се отбраняват, докато не бъде дадена заповед за контраатака.
Вич, като фронт, е разделен на три сектора; дясната, която граничи с Албания през Дъмбенската планина (Мали Мади), и централната и лявата, които граничат с Югославия през планинската верига Бела вода. Най-уязвимият сектор е централният, тъй като се пресича от път, достъпен за автомобили (Лерин – Писодер – Желево). От този път силите на Демократичната армия са жестоко атакувани на 10 август 1949 година, като настъплението е предшествано от тежка въздушна бомбардировка и артилерийски огън. През създадения пробив преминава 11-а армейска дивизия и рота парашутни десатчици, които напредват на юг от силите на Демократичната армия, в позицията Чука. В резултат на това силите на Демократичната армия във Вич са разделени на две части.
На 12 август 1949 година следва ново настъпление на Националната армия. 3-а дивизия на специалните части принуждава Демократическата армия да отстъпи към малкия полуостров Орово (Пиксос) между Малкото и Голямото Преспанско езеро; докато атаките на авиацията на Националната армия им нанасят тежки жертви. Армията започва да извършва десантни операции на полуострова от езерата. Оттук нататък силите на Демократичната армия във Вич са в отчайващо положение и през нощта на 14 срещу 15 август 1949 година се оттеглят на албанска територия.
Въпреки тежките си загуби, Демократичната армия отстъпва организирано. Около 2500 бойци успяват да се откъснат от Вич и да преминат на Грамос; укрепвайки останалите сили там. Загубите им обаче са тежки; това е единственият случай, в който Националната армия се възползва изцяло от своето оръжиейно и числено превъзходство, тъй като първоначалната ѝ цел да унищожи напълно Демократичната армия с падането на Вич се проваля. Началникът на Генералния щаб на Националната армия оценява оттеглянето на комунистите като поражение за армията, поради което нарежда разследване. Резултатът е подмяна на командирите на три дивизии, две бригади и на II армейски корпус.
Загубите за Националната армия по време на Пирсос II са значителни: 256 войници и офицери са убити, а 1336 са ранени. Загубите за Демократичната армия са 1182 убити и 637 пленници, както и 40 полеви и планински оръдия, 33 противотанкови оръдия, 16 противовъздушни оръдия, 115 минохвъргачки и други по-малки оръжия.

### „Пирсос“ III (25 – 30 август)
Третата и последна фаза на операцията има за цел превземането на района на Грамос с решителна атака, за да се неутрализира останалите сили на Демократичната армия и да се блокира бягството им към Албания. „Пирсос“ III е ръководена от генерал-лейтенант Трасивулос Цакалотос, с пет армейски дивизии на негово разположение, отделна самостоятелна бригада, четири леки пехотни полка, 120 артилерийски оръдия, много бронирани машини, подходящи за неравен терен, и цялата авиация, подсилена с пикиращи бомбардировачи „Хелдайвър“, оборудвани с бомби с напалм; това е първият път, когато такива бомби са използвани от гръцките военновъздушни сили.
Армията на Цакалотос, вече опитна в партизанската война, се изправя срещу около 8000 бойци от Демократическата армия (мъже и жени) на Грамос; включително 2500 бойци, избягали от съседния Вич. Силите на Демократичната армия са зле въоръжени и снабдени, а също така и уморени от непрекъснати сражения поради липса на резерви. Ситуацията е много различна от 1947 и 1948 година в същия район, когато бунтовниците успяват да се възстановят от атаките на Националната армия и в крайна сметка да контраатакуват. Никос Захариадис се опитва да остане оптимист и на 20 август публикува следното:
| „ | Ὁ ἐχθρός συγκεντρώνεται στό Γράμμο γιά μιά ἀποφασιστική ἀναμέτρηση. Στό Γράμμο ἔχουμε ὅλες τίς δυνατότητες νά καταφέρουμε τό θανάσιμο πλῆγμα στόν ἐχθρό. Ἔχουμε ἀρκετές δυνάμεις καί μέσα. Πιό πλεονεκτικό ἔδαφος. Στό Γράμμο ἀπέτυχε πέρυσι ὁ μοναρχοφασισμός. Στό Γράμμο φέτος τοῦ καταφέραμε σοβαρό χτύπημα μέ τόν ἐλιγμό τοῦ Ἀπρίλη. Στό Γράμμο ἀπό τίς 2 μέχρι 8 Αὐγούστου ἔσπασε τά μοῦτρα του. Ἔχουμε καί τήν πείρα τοῦ Βίτσι καί τό σοβαρό μάτωμα πού προκαλέσαμε στόν ἐχθρό στό Βίτσι... Ἐδῶ μποροῦμε καί πρέπει νά θάψωμε τό μοναρχοφασισμό. Врагът се събира на Грамос за решителна конфронтация. На Грамос имаме всички възможности да нанесем смъртоносен удар на врага. Имаме достатъчно сили и средства. По-изгоден терен. На Грамос миналата година монархофашизмът се провали. На Грамос тази година направихме сериозен удар с априлската маневра. На Грамос от 2 до 8 август разбихме мутрата му. Имаме и опита от Вич и тежкото кръвопускане, което причинихме на врага на Вич... Тук можем и трябва да погребем монархофашизма. | “ |

В ранните часове на 25 август 1949 година силите на Националната армия получават заповед от генерал Цакалотос да се придвижат срещу своите цели и да изпълнят плана на „Пирсос“ III. Началото на атаката придобива празничен характер. Крал Павлос I и американският генерал-лейтенант Джеймс Ван Флийт са поканени от Цакалотос в специална наблюдателна точка на връх Амуда на Гълъмбица (Алевица), откъдето с военни бинокли наблюдават последователните вълни на атаката на Националната армия. На 26 август Националната армия успява да избегне значителни загуби, тъй като нейната 9-а дивизия заобикаля отбранителната линия на Демократичната армия по гръцко-албанската граница. 9-а дивизия напредва в тила на бунтовниците и окупира прехода Порта Осман – главният портал за комуникация между гръцките и албанските територии в района на Грамос. Към Албания остава само един свободен – Бадра. Когато 9-а дивизия започва да блокира гръцко-албанската граница, щабът на Демократичната армия осъзнава опасността от блокиране на нейните сили на Грамос и дава заповед за пресичане на гръцко-албанската граница и укриване в Албания през останалия свободен проход Бадра. Следният разказ е даден от командира на Демократическата армия, Георгиос Гусиас:
| „ | Ἀπ' τά μέλη τῆς καθοδήγησης εἴχαμε μείνει εγώ καί ὁ Ν. Ζαχαριάδης, ὅλοι οἱ ἄλλοι εἴχαν μπεῖ στήν Ἀλβανία. Τά ξημερώματα στίς 29 Αὐγούστου ἀποφασίσαμε ἐγώ καί ὁ Ζαχαριάδης, νά τραβήχτοῦμε πρός τ' ἀλβανικό ἔδαφος κοντά ἀπ' τά τμήματα, γιά νά παρακολουθήσουμε τήν ὑποχώρηση τῶν τμημάτων μας. Ἔδωσα ἐντολή στούς ἄντρες νά ἑτοιμαστοῦν γιά κίνηση γιά νά ἐγκαταλείψουμε τό ἑλληνικό ἔδαφος. Ὁ Ν. Ζαχαριάδης καθόταν ξαπλωμένος καί δέν ἤθελε νά σηκωθεῖ. Τοῦ εἶπα ὅτι μᾶς παίρνει τό ξημέρωμα, τό μέρος εἶναι τελείως ἀνοχύρωτο καί θά βομβαρδιστεῖ γερά, γι' αυτό σήκω νά τραβηχτοῦμε στή νέα θέση. Μοῦ ἀπάντησε ὁτι θά προτιμοῦσε νά πεθάνει ἐδῶ. Τοῦ εἶπα ὅτι, εἶσαι ἡγέτης ἑνός λαϊκοῦ κινήματος μέ τήν πιό μεγάλη καί πλούσια ἀγωνιστική δράση καί δέν ἔχεις δικαίωμα νά αὐτοκτονήσεις. Πρέπει καί τήν ἥττα νά τή δεχόμαστε μέ ψυχραιμία, νά βγεῖς νά τήν ἐξηγήσεις καί νά χαράξεις τόν καινούργιο δρόμο που θ' ἀκολουθήσουμε. Μετά ἀπ' αὐτά πού ἀνταλλάξαμε, σηκώθηκε καί προχώρησε. От членовете на ръководството бяхме останали аз и Н. Захариадис, всички останали бяха влезли в Албания. Призори на 29 август Захариадис и аз решихме да се оттеглим на албанска територия близо до дивизиите, за да наблюдаваме отстъплението на нашите дивизии. Дадох заповед на мъжете да се подготвят за движение, за да напуснат гръцката територия. Н. Захариадис лежеше и не искаше да стане. Казах му, че изгревът е близо, мястото е напълно неукрепено и ще бъде тежко бомбардирано, затова предлагам да се преместим на новата позиция. Той отговори, че би предпочел да умре тук. Казах му, че е водач на народно движение с най-голяма и богата дейност и няма право да се самоубива. Ние също трябва да приемем поражението спокойно, да излезем и да го обясним и да начертаем новия път, който ще следваме. След този разговор, той стана и тръгна. | “ |

През същата нощ победоносните сили на Националната армия, стигнали до гръцко-албанската граница, запалват огромни огньове по цялата ѝ дължина, за да я маркират. На 30 август пада връх Каменик; последната крепост на Демократичната армия в Грамос.
По време на „Пирсос“ III Националната армия губи 243 убити и 1452 ранени войници, докато Демократичната армия губи 922 бойци и 944 са пленени. Партизаните се оттеглят, като взимат ранените и военното си оборудване, с изключение на 17 планински оръдия, 15 зенитни оръдия и 8 противотанкови оръдия; всички прибрани от Националната армия. След падането на Грамос и Вич все още има няколко разпръснати бунтовнически джобове в Гърция, които вече не могат истински да застрашат властта. По данни на Генералния щаб на Националната армия през септември 1949 година в цяла Гърция има още 2150 бунтовници, които постепенно намаляват поради множеството дезертьорства. През октомври те са оценени на 1750, а през ноември на 1270. До декември 1949 година въстаниците са намалени до 800 души. През 1950 година в планините все още има въоръжени хора, което се вижда от официалните данни за жертвите на армията за тази година. На 16 октомври 1949 година Димитриос Парцалидис, като президент на Временното демократично правителство, обявява по радиото края на военните действия:
| „ | Ὁ ΔΣΕ δέν κατέθεσε τά ὁπλα μά μονάχα τά ἔθεσε παρά πόδα. Ὑπεχώρησε μπροστά στήν τεράστια ὑπεροχή τοῦ μοναρχοφασισμοῦ... Демократичната армия на Гърция не сложи оръжие, а само го остави при нозе. Тя отстъпи пред огромното превъзходство на монархофашизма... | “ |

## Преки последици
Албанското участие в Гръцката гражданска война престава едва в края на лятото на 1949 година, когато става ясно, че ръководените от комунистите гръцки партизани ще бъдат победени от гръцките правителствени сили. Албанското правителство, страхувайки се от нападение от гръцката армия, разоръжава комунистическите партизани, които се намират в Албания и настоява те да напуснат страната. Съветската политика също диктува да се избягва всяко по-нататъшно албанско участие в Гръцката гражданска война, тъй като в противен случай независимостта на Албания би била застрашена. На 11 септември гръцкият министър-председател Панайотис Канелопулос предупреждава Албания, че всяка подновена подкрепа за комунистическите партизани ще доведе до гръцки военни действия, като се позовава на правото на „самоотбрана“. Вследствие Албания разоръжава комунистическите бунтовници и ги депортира в Съветския съюз в съответствие с инструкциите на Сталин.